# Altes Rathaus (Kilmaurs)

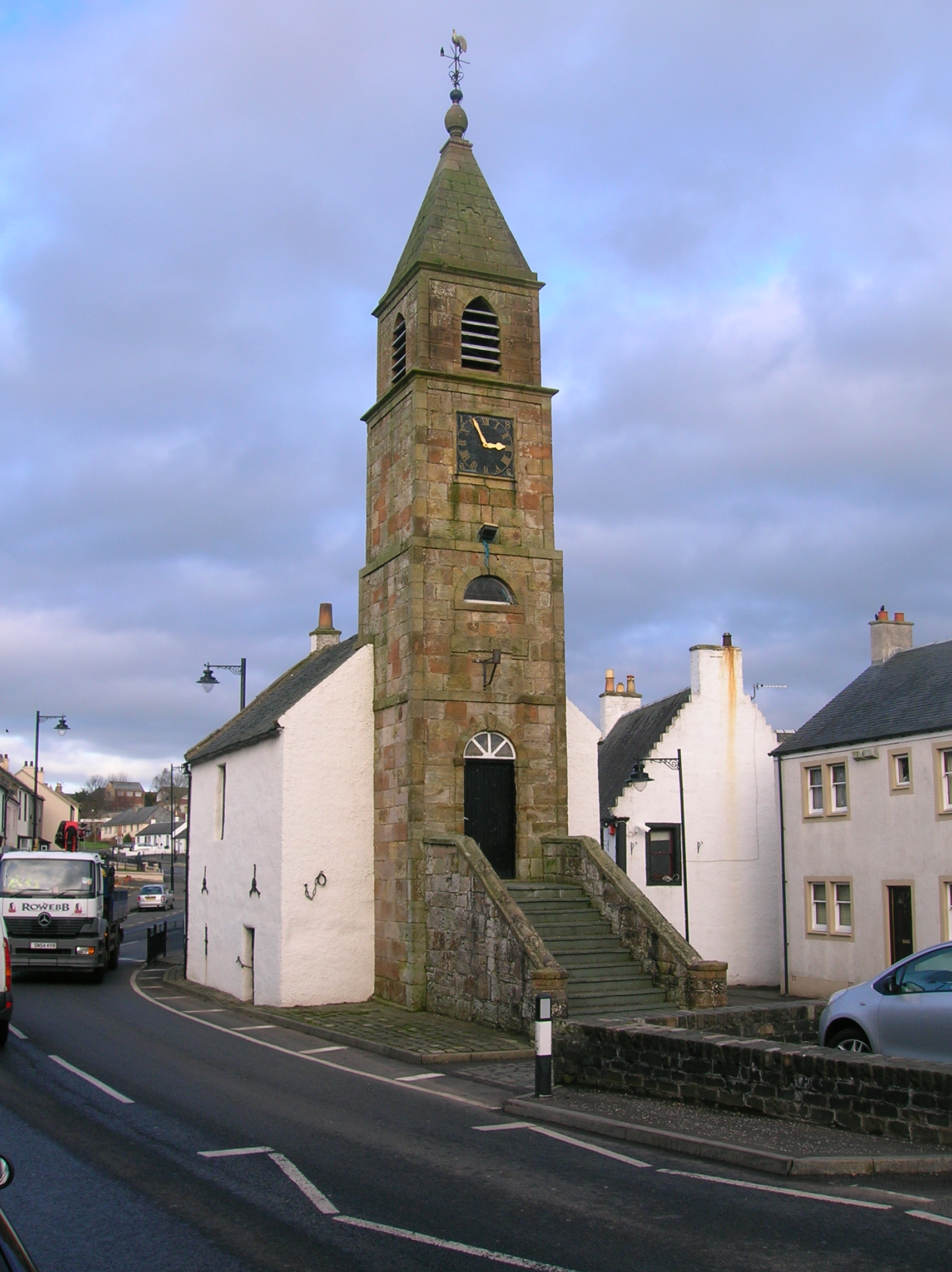
Altes Rathaus von Kilmaurs

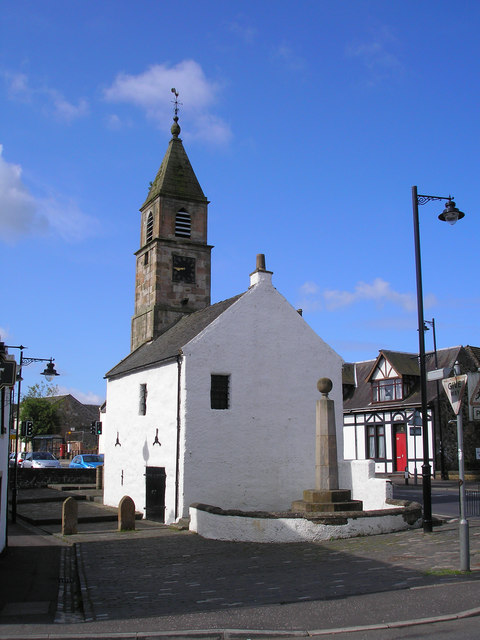
Rückansicht

Das Alte Rathaus von Kilmaurs ist das ehemalige Rathaus sowie die Tolbooth der schottischen Stadt Kilmaurs in der Council Area East Ayrshire. 1971 wurde das Bauwerk in die schottischen Denkmallisten in der höchsten Denkmalkategorie A aufgenommen. Eine zusätzliche Klassifizierung als Scheduled Monument wurde 1996 aufgehoben.

## Geschichte
Das Baujahr des Gebäudes ist nicht verzeichnet. Der Bau könnte jedoch im Zusammenhang mit der Ernennung Kilmaurs zum Burgh of Barony im Jahre 1527 stehen. Die älteste Erwähnung des Rathauses stammt aus dem Jahre 1667; eine weitere aus dem Jahre 1743. Zu dieser Zeit existierte der Glockenturm noch nicht. Er wurde erst um 1800 hinzugefügt. Die Turmuhr stammt aus dem Jahre 1866. Im Laufe des 19. Jahrhunderts beherbergte das Gebäude eine Feuerwache.

## Beschreibung
Das Gebäude liegt an der A735 im Zentrum von Kilmaurs. Den südlichen Abschluss bildet der vierstöckige Glockenturm. Er ist über eine zwölfstufige außenliegende Treppe zugänglich und schließt mit einem Helm. An der Nordseite schließt sich das alte Rathaus an. Sein Obergeschoss, in dem sich ein Gerichtssaal befindet, ist mit zwei Fenstern ausgestattet. Das Mauerwerk des Gebäudes ist rund einen Meter mächtig.